# Juan VI de Oldemburgo
El Conde Juan VI de Oldemburgo (1501 en Oldemburgo - 1548 en Bremen) fue un Conde de Oldemburgo. Fue el hijo mayor del Conde Juan V de Oldemburgo y su esposa, Ana de Anhalt-Bernburg. Supuestamente debía gobernar conjuntamente con sus hermanos menores. Sin embargo, su tiempo en el puesto fue marcado por conflictos entre Juan VI y sus cogobernantes.

## Biografía
Juan V murió en 1526 y sus cuatro hijos varones, Juan VI, Jorge, Cristóbal y Antonio I asumieron el gobierno del Condado de Oldemburgo conjuntamente. Su relación fue tensa desde el principio de su gobierno conjunto. Juan VI, Jorge, Ana y su madre permanecieron en el Catolicismo, mientras que Cristóbal y Antonio I eligieron la fe luterana. Además, Cristóbal y Antonio I intentaron mejorar las relaciones con el vecino Condado de Frisia Oriental con un doble matrimonio. Juan VI y Jorge se opusieron a este matrimonio por razones dinásticas, ya que la familia Cirksena que gobernaba Frisia Oriental habían sido elevados a condes imperiales en 1464.
El conflicto se resolvió cuando Cristóbal y Antonio I forzaron a Juan VI y Jorge a abdicar en 1529. Después de su abdicación, Juan VI intentó recuperar el poder. Fue apoyado por el duque Enrique V de Brunswick-Luneburgo. En 1533, Juan VI fue elegido cogobernante con responsabilidades limitadas por un periodo de 10 años.
Juan VI demandó a sus hermanos, pidiendo un porción igual de poder, o en otro caso, la división del condado. En 1542, el caso se resolvió en los tribunales, con Juan aceptando una compensación financiera mientras renunciaba a reclamar el cogobierno. Las fuentes contemporáneas no proporcionan información sobre lo que pasó con Jorge.
Juan VI murió en 1548 en Bremen. Su viuda no era noble, de tal modo que los hijos del matrimonio (si hubo alguno) no podrían optar a heredar el condado. Probablemente se casó con ella cuando perdió toda esperanza de recuperar el poder.